# 244e brigade d'artillerie
La 244e brigade d'artillerie (en russe : 244-я артиллерийская бригада, abrégé 244 абр), de son nom complet la 244e brigade d'artillerie Nemanskaïa, des ordres du Drapeau rouge, de Souvorov et de Koutouzov (en russe : 244-я артиллерийская Неманская Краснознамённая, орденов Суворова и Кутузова бригада) est une brigade d'artillerie des forces côtières de la marine russe (n° d'unité 41603).
La brigade fait partie du 11e corps d'armée de la flotte de la Baltique du district militaire ouest, basée à Kaliningrad, dans l'oblast de Kaliningrad.
La brigade reprend les traditions du 551e régiment d'artillerie de défense antichar. Le régiment est formé le 10 août 1941 à Podolsk dans l'oblast de Moscou, à l'école d'artillerie du même nom. Pendant la guerre, l'unité sert dans la réserve de la Stavka, la 49e armée, la 33e armée et la 11e armée de la Garde.